# Donatas Kumeliauskas
Donatas Kumeliauskas (* 13. Juli 1987 in Elektrėnai, Litauische SSR) ist ein litauischer Eishockeyspieler, der seit 2020 erneut bei Energija Elektrėnai unter Vertrag steht und seit 2022 mit dem Klub in der lettischen Eishockeyliga spielt. Sein Bruder Tadas ist ebenfalls litauischer Eishockeynationalspieler.

## Karriere

### Clubs
Donatas Kumeliauskas begann seine Karriere als Eishockeyspieler in seiner Heimatstadt Elektrėnai beim litauischen Rekordmeister SC Energija, für den er bereits 2003 als 16-Jähriger sein Debüt in der damaligen lettischen Liga gab. Nach drei litauischen Landesmeistertiteln mit Energija wechselte 2006 er zum lettischen Ligarivalen HK Liepājas Metalurgs und ein Jahr später zum DHK Latgale, für den er jeweils ein Jahr in der lettischen und der belarussischen Liga antrat. 2009 zog es ihn nach Westeuropa und er ging zu Castors d’Avignon in die französische Division 1, die zweithöchste Spielklasse des Landes. Nach nur einem Jahr verließ er das Team aus der Provence wieder und wechselte nach Kasachstan zum HK Arystan Temirtau, wo er vier Jahre verbrachte und 2011 mit dem Team kasachischer Pokalsieger wurde. 2014 wechselte er zum Ligakonkurrenten HK Almaty, den er aber bereits im Januar 2015 wieder verließ, um die Saison bei den Peterborough Phantoms aus der English Premier Ice Hockey League, der zweithöchsten Spielklasse Großbritanniens, zu beenden. Mit dem Team aus Cambridgeshire gewann er die Playoffs der EPIHL. Trotz dieses Erfolges verließ er die Phantoms bereits nach einem halben Jahr wieder und schloss sich zur Spielzeit 2015/16 dem ECC Preussen Berlin aus der deutschen Obe rliga Nord an. Nach einem Jahr bei den Sheffield Steeldogs in der English Premier Ice Hockey League spielte er 2017/18 beim CSM Dunărea Galați in der rumänischen Eishockeyliga, wo er auch Mannschaftskapitän war. Anschließend kehrte er nach Litauen zurück. Dort stand er zunächst jeweils ein Jahr bei Kaunas Hockey, hier wurde er 2019 als bester Stürmer der litauischen Liga ausgezeichnet, und den Vilnius Hockey Punks, bevor er 2020 zu seinem Jugendverein SC Energija nach Elektrėnai zurückkehrte. Seit 2022 spielt er mit dem Klub wieder in der lettischen Eishockeyliga.

### International
Für Litauen nahm Kumeliauskas bereits im Juniorenbereich an Weltmeisterschaften teil. Dabei stieg er bei der U18-Weltmeisterschaft 2002 mit seinem Team von der Division III in die Division II auf, in der er dann 2003, 2004 und 2005, als er mit je acht Toren und Assistes zum Topscorer des Turniers avancierte, spielte. 2003, 2004, 2005 und 2007, als er seine Mannschaft als bester Stürmer des Turniers zum Aufstieg in die Division I führte, spielte er zudem in der Division II der U18-Weltmeisterschaften. Lediglich 2006 musste er nach dem Abstieg im Vorjahr in der Division III antreten, ein Malheur, das jedoch sofort mit dem Wiederaufstieg bereinigt werden konnte, wozu Kumeliauskas als bester Stürmer des Turniers maßgeblich beitrug.
Sein Debüt in der litauischen Herren-Nationalmannschaft gab er bei der Ende 2004 ausgetragenen ersten Runde der Olympiaqualifikation für Turin 2006. Anschließend spielte er bei den Weltmeisterschaften 2006, 2007, 2008, 2009, 2010, 2011, 2014, als er zweitbester Scorer nach seinem Landsmann Dainius Zubrus war, 2015 und 2016 für sein Heimatland. Lediglich 2012 und 2013 fehlte sein Name im litauischen WM-Aufgebot. Zudem vertrat er seine Farben bei der Qualifikation für die Olympischen Winterspiele in Pyeongchang 2018.

## Erfolge und Auszeichnungen
- 2004 Litauischer Meister mit Energija Elektrėnai
- 2005 Litauischer Meister mit Energija Elektrėnai
- 2006 Litauischer Meister mit Energija Elektrėnai
- 2011 Kasachischer Pokalsieger mit dem HK Arystan Temirtau
- 2015 Playoff-Sieger der English Premier Ice Hockey League mit den Peterborough Phantoms
- 2019 Bester Stürmer der litauischen Eishockeyliga

### International
- 2002 Aufstieg in die Division II bei der U18-Junioren-Weltmeisterschaft der Division II
- 2005 Topscorer bei der U18-Junioren-Weltmeisterschaft der Division II, Gruppe B
- 2006 Aufstieg in die Division II bei der U20-Junioren-Weltmeisterschaft der Division III
- 2006 Bester Stürmer der U20-Junioren-Weltmeisterschaft der Division III
- 2007 Aufstieg in die Division I bei der U20-Junioren-Weltmeisterschaft der Division II, Gruppe B